# Synanon
Synanon bylo nové náboženské hnutí,  jež založil Charles E. Dederich (1913–1997), Američan německého původu z katolické rodiny. 
Zakladatel se zkušeností vlastního boje s alkoholismem, rozpadu manželství a pomoci Anonymních alkoholiků. Právě na základě zhodnocení jejich pomoci se rozhodl ve své nové životní etapě vytvořit podobné prostředí, jehož aktivity chtěl však rozšířit. Roku 1958 tedy dal k dispozici svůj byt v Ocean Park na okraji Santa Monica pro zázemí terapeutické komunity. Ještě roku 1958 přijala název Synanon.
Dederichovo společenství bylo ve své době specifické přijímáním bez rasových předsudků. Terapeutickou práci opíral zakladatel o metodu zážitkové hry. Dederich však postupoval bez jakéhokoli odborného vzdělání. Docházelo i k sociálním experimentům jako výchově dětí odděleně od biologických rodičů. Mělo se tak v pozdějším věku (7-8 měsíců) zamezit rozvoji separační úzkosti, již pokládali za zdroj úzkostí a nebezpečí drogové závislosti v dospělém věku. Společenství nesídlilo na jediném místě, ale mělo řadu poboček. Měly svou školku i školu. Komunita postupně začala doplácet na nedostatek odborně kvalifikovaných pracovníků. Ve 2. polovině 70. let nicméně Synanon fungoval jako oficiální protidrogové centrum. Roli při zániku společenství hrál i americký Federální daňový úřad, když roku 1982 zpochybnil daňové zvýhodnění Synanonu jako církve a doměřil mu daně. Dlouhou právní bitvu Synanon prohrál; jeho majetek byl zkonfiskován a prodán. Komunita se roku 1991 rozpustila a samotný Dederich po dlouholetém boji s alkoholem zemřel v ústraní roku 1997.

## Odraz v kultuře
O Synanonu natočila televize HBO v roce 2024 dokumentární seriál Dávka kultu Synanon: Stal se z léku kult?